# День транспортной полиции России
День работников транспортной полиции России — неофициальный профессиональный праздник сотрудников подразделений обеспечения правопорядка на транспорте Министерства Внутренних Дел Российской Федерации. «День работников транспортной полиции России» отмечается в Российской Федерации ежегодно, 18 февраля. Является рабочим днём.

## История
25 июля 1918 года на базе ведомственной судоходной охраны Главного управления водного транспорта была учреждена речная милиция, находившаяся в ведении НКВД РСФСР. Однако датой праздника было определено 18 февраля 1919 года, когда Всероссийский Центральный Исполнительный Комитет (ВЦИК) утвердил Декрет «Об организации железнодорожной милиции и железнодорожной охраны» в советской России. По сути это стало первым шагом на пути создания структурного подразделения МВД РФ, ответственного за обеспечение правопорядка на объектах железнодорожного, водного и воздушного транспорта, а также организацию специальных и воинских перевозок в Советском Союзе. Ныне это подразделение именуется «Главное управление на транспорте МВД России». Этот главк контролирует и координирует оперативно-служебную деятельность Управлений на транспорте МВД России по Федеральным округам.
Изначально, транспортная милиция создавалась для охраны железных дорог. Корректировки в структуру департамента вносила сама жизнь. Так приказ № 0673 «Об утверждении структуры и штатов Московского управления милиции и следственного отдела МВД СССР на воздушном транспорте» министр внутренних дел СССР Николай Щёлоков (разумеется, после согласования с руководством КПСС) подписал лишь 26 октября 1971 года. Произошло это после того, как бортпроводница Надежда Курченко практически в одиночку вступила в противостояние с воздушными террористами, и, ценой своей жизни, предотвратила угон самолёта «Аэрофлота». Место хрупкой девушки, на фронте борьбы с терроризмом и другими правонарушениями, заняли профессионалы. Первое подразделение «водной» милиции появилось в Москве, в преддверии Олимпиады-80 для контроля за акваторией Москвы-реки.
Начальник Московского УВД на воздушном и водном транспорте МВД России генерал-майор милиции Юрий Павлович Кулик в 2009 году сказал следующее: «История УВД на воздушном и водном транспорте состоит из множества реальных дел и поступков сотрудников Управления, которые круглосуточно несут свою нелегкую службу по укреплению безопасности пребывания граждан на воздушных и водных объектах».
Несмотря на то, что «День транспортной полиции России» не является официальным праздником, сотрудников органов внутренних дел на транспорте в этот день поздравляют высшие чины МВД. Региональные управления транспортной полиции, по мере возможности, организуют в день рождения подразделения всевозможные праздничные мероприятия. Особо отличившихся сотрудников транспортной полиции награждают почётными грамотами, благодарностями, денежными премиями и ценными подарками и добрыми пожеланиями.